# Ramón Santamarina
Ramón Joaquín Manuel Cesáreo Santamarina Valcárcel (Orense,España, 25 de febrero de 1827 - Buenos Aires, Argentina, 23 de agosto de 1904) fue un hacendado argentino de origen español.Huérfano desde muy joven, llegó a la Argentina a los dieciséis años de edad y se instaló en Tandil, en la provincia de Buenos Aires.
Trabajó como peón de campo y con lo que ganaba fue comprando bueyes y carretas, iniciando un negocio de carretas con el que fue creando su fortuna. Adquirió numerosas estancias y finalmente fundó una firma que continúa vigente en la actualidad: Santamarina e Hijos.
Sus hijos continuaron trabajando en esta empresa familiar y cuatro de ellos se dedicaron a la función pública. Estos fueron Ramón II, que fue presidente del Banco Nación y de la Sociedad Rural Argentina, Enrique, que ocupó el cargo de vicepresidente de la Nación durante la dictadura de José Félix Uriburu, Antonio, que fue diputado provincial y nacional por Buenos Aires e intendente de Tandil, y Jorge Alejandro, que fue presidente del Banco Nación y Ministro de Hacienda del gobierno de facto surgido tras la llamada revolución del 4 de junio de 1943.
Varios lugares de la ciudad de Tandil, como una escuela, una calle, un hospital y un club deportivo llevan su nombre en su honor y un pueblo de la provincia de Buenos Aires lleva su nombre en honor a su hijo, Ramón II.

## Infancia y juventud
Ramón Santamarina pertenecía, a pesar de que se supone lo contrario, a una distinguida familia gallega.
Sus padres eran José García Santamarina Varela, capitán de la Guardia de Corps del Rey Fernando VII, y Manuela Valcárcel y Pereyra, una rica dama orensana.
El 25 de febrero de 1827, Santamarina fue bautizado en la Parroquia de Santa Eufemia la Real, de su ciudad natal, y su nombre homenajea a varios de sus antepasados, a su abuelo materno Ramón María Valcárcel, a su abuelo paterno Joaquín Roque García Santamarina, a su bisabuelo materno Manuel Valcárcel y Quiroga y Cesáreo, debido al modo en que se produjo su nacimiento.
Él y sus padres vivían en una casa solariega en la provincia de Orense, más precisamente en la calle Tomás María Mosquera 4, sobre la Plaza de Hierro.
Los primeros años de su vida, entre 1827 y 1835, transcurren bajo el cuidado de su madre y en compañía de sus primos Castro (de la Villa de Padrón), Valcárcel (de la Villa de Monforte de Lemos), Almanza, Quiroga y López de Agra.
Santamarina veía poco a su padre ya que este viajaba mucho a Madrid, donde debía permanecer mucho tiempo debido a sus funciones como Guardia de Corps.
A instancias de Teresa Varela y Rubio de Valcárcel, abuela materna de Santamarina, el capitán general de la Guardia de Corps sancionó a José García Santamarina por sus aventuras amorosas en la Corte de Madrid con una hermana de la Condesa de Priegues y por otros actos.
Además, ya había perdido parte de la fortuna heredada de parte de los Valcárcel y los López de Agra.
El 3 de abril de 1835 viaja a La Coruña con su hijo. Estando en faro de la Torre de Hércules, luego de juntarse con las autoridades de la Guardia de Corps, se confiesa ante su hijo (a la sazón de siete años de edad) y le hace prometer que rehará su fortuna y que formará una familia bien constituida.
Después se dispara en la cabeza frente al niño.
El político argentino Julio A. Costa dedicó a ello un artículo, del cual se extrajeron algunos pasajes:

El padre era el prototipo del pródigo, afectuoso, frívolo y desordenado, y el niño era ya un trabajador en miniatura, juicioso, aplicado, disciplinado y económico. (...) Cuando el capitán hubo gastado en Madrid toda la fortuna de la madre, volvió al hogar disimulando su pena para no contrariar a su esposa, a la cual amaba y con quien era galante y rendido, y convidó al niño, que estaba en vacaciones, a una excursión a caballo a La Coruña, la gran capital de las provincias gallegas. El niño aceptó y apercó cuidadosamente su jaquito andaluz y poniendo su capa y sus avíos a la grupa, como vio hacer al padre, partieron de galope. Cuando desmontaron frente a la explanada de la Torre de Hércules, donde rugía el mar sombrío salpicándoles con la espuma de sus olas, el triste capitán le dijo al niño: «Hijo, en mí se cierra el pasado que se derrumba y tú eres el futuro que debes reconstruirlo, porque la fortuna no está en las propiedades ni en la hacienda, sino en el hombre animoso y económico. ¿Me juras, hijo, por esta cruz de mi espada y por Dios nuestro Señor, que si yo muero, tú restaurarás la fortuna de la madre y nada le faltará del bienestar al que está acostumbrada?». El niño, poniendo la palma sobre la cruz con la solemnidad de un viejo castellano, le contestó: «Padre, aunque chico he visto y te he comprendido, si vuestra merced llega a faltar, lo que Dios no permita, yo con su ayuda y con mi trabajo multiplicaré la fortuna de mi casa y de nada carecerá mi madre ni mis hermanitos». El padre lo levantó en brazos hasta su alta estatura, lo cubrió de besos y lloró las primeras lágrimas de su vida sobre aquella cabecita blonda. Después lo puso de nuevo sobre la adusta explanada de la Torre de Hércules, sobre la peña rugiente del viejo Cantábrico.
Los que acudieron encontraron a aquel niño abrazado a aquel cuerpo sin vida y le llevaron a la madre, quien se acostó esa noche postrada de dolor y no volvió a despertar. Después vinieron los acreedores y no quedó piedra sobre piedra de la casa arruinada.
El huérfano lio en un pañuelo de yerbas sus ropitas, que ensartó en un palo a modo de linguera, y se fue al puerto de La Coruña a ayudar en la descarga de los bagajes de los pasajeros, con lo que se ganaba algunos centenes. De noche se iba a pie como veinte cuadras hasta la Torre de Hércules, donde le daban albergue, porque en el día fatal se había hecho amigo del hijo del guarda del faro; este niño fue el primero que acudiera a la detonación y se había puesto a llorar junto con el huerfanito.
Julio A. Costa

Tras la muerte de su padre, y luego de su madre, Santamarina y sus hermanos son distribuidos entre sus familiares.
La bebé Dolores es enviada con sus abuelos y los dos varones, Ramón de ocho años y Francisco Javier de casi cuatro años, con sus tíos.
Luego de un período de tutela, Santamarina es internado por sus tíos en el Hospicio de Santo Domingo, en las afueras de Santiago de Compostela, para evitar que comenzara a mendigar.
En 1844, Santamarina se escapó del hospicio con la ayuda de uno de los frailes del lugar, quien le entregó la llave de la puerta trasera.
Se dirigió al puerto de Vigo, en la provincia de Pontevedra en Galicia, donde fue empleado como grumete en la corbeta La Española, que partía hacia Buenos Aires.
Su amigo José Varela y Pose relató que el viaje duró, con escalas incluidas, unos noventa y cinco días.
Es aquí donde Santamarina entabló una gran amistad con Juan Antonio López, la cual perduró con el correr de los años, a pesar de los distintos rumbos que eligió cada uno.
El libro de entrada de Pasageros al Puerto de Buenos Ayres, del período de febrero 1 a noviembre 16, dice que Santamarina desembarcó el 20 de agosto de 1844 en esta ciudad.
En esos momentos el país estaba gobernado por la mano de hierro de Juan Manuel de Rosas, que en aquella época mantenía controlados a franceses e ingleses que circulaban libremente por los ríos de la república, y la ciudad contaba con más de setenta mil habitantes.
Sin embargo, Santamarina no se preocupaba por la política local, sino que sus preocupaciones se encontraban junto al Riachuelo, en la pensión de Barracas donde se alojaba.

## Llegada a la Argentina

### Su llegada a Tandil
Santamarina comenzó a trabajar como recadero en un café-hotel, llamado la Posada de las Cuatro Naciones, ubicado en la entonces calle Potosí, entre Chacabuco y Perú, que era frecuentado por viajantes provenientes del sur.
Santamarina cruzaba el Riachuelo a nado, llevando a los bueyes atados a su muñeca con una soga, ya que el Puente Gálvez (actualmente el Puente Pueyrredón) estaba destruido.
Además, limpiaba la vajilla y acomodaba las habitaciones del hotel, enseñaba lectura básica y ayudaba en la carga y descarga de las carretas que se detenían en los Mataderos Viejos.
Mientras observaba las carretas que transportaban el equipaje de los huéspedes a la Plaza Constitución se le ocurrió la idea de adentrarse en el campo argentino, que era desconocido para él en ese momento, donde una corazonada le señalaba su destino.
Marcelino Pareja (hermano de Rosendo Pareja, alcalde del partido de Chapaleofú, antiguo nombre del partido de Tandil) le hace una carta de recomendación para trabajar en el campo de la familia Gómez, en aquella zona serrana.
Se ofreció como ayudante de boyero en una de esas tropas carretas, comandada por Faustino Ruiz, y llegó al antiguo Fuerte Independencia, ubicado en la zona de Tandil, ciudad donde se instaló en marzo de 1845.
En esa época, Tandil tenía sólo dos décadas de historia, setecientos habitantes y todavía estaba bajo la amenaza de los malones.

#### De peón de campo a comerciante
Comenzó a trabajar en la estancia San Ciriaco de Ramón Gómez, de treinta y siete leguas, donde fue empleado como peón y donde aprendió los rudimentos de las tareas del campo argentino que, en su afán de progresar, perfeccionó rápidamente.
Debido a su buena educación y modales, Gómez lo tomó como peón de patio, donde ayudaba en el comedor y en otras tareas en las cercanías de la casa y de la familia.
Luego de un año, se produjo su emancipación de Gómez y advirtió la importancia que tenía para los habitantes la llegada de las carretas y el envío de los productos.
Por esto decidió comprar, con sus pocos ahorros, una carreta y algunos bueyes, con los cuales inició su larga carrera de financiero y colonizador, con el trabajo que luego daría a la patria.
Su fama de cumplidor llegó a oídos del coronel Benito Machado, comandante del fuerte, y se inició allí una relación que se fortalecía día a día con el respeto mutuo, sin llegar a la amistad.
También se puso al mando de 30 a 40 gauchos y se dedicó a voltear 300 reses por día para vender la carne al general Eustoquio Díaz Vélez, uno de los más importantes ganaderos del pago de Tandil.
Desde esa época hasta la llegada del ferrocarril a Tandil en 1883, Santamarina fue el mayor proveedor del pueblo y de las zonas circundantes, trayendo desde Buenos Aires azúcar, yerba, vino, bombachas de campo, sombreros, piezas de bramante y otros objetos de tienda, además de artículos más sofisticados que llegaban por primera vez a la ciudad.
Entre estos se encuentran un piano, para la señora de Antonio Lambín, una maestra del lugar; una trilladora, traída a Juan Fugl en 1855; una máquina de coser de la marca La Silencieuse, por lo que había tomado clases en Buenos Aires para poder enseñar a los interesados cómo utilizarla; libros para la escuela; 71.000 ladrillos para la construcción de la iglesia diseñada por Taylor y luego trajo, en 1857, el altar, el púlpito, chapas y maderas para el techo y la pila bautismal, que aún se conserva.

#### La adquisición de su primera estancia

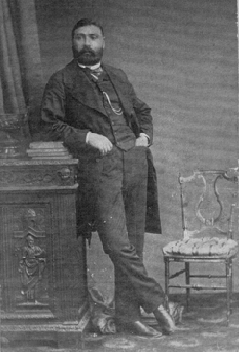
Ramón Santamarina en 1863, a la edad de 36 años.

En 1849, cuando se traza la ciudad de Tandil con el plano que él mismo había traído desde Buenos Aires,
Santamarina compró cuatro lotes.
Por ese entonces, poseía ya veinticuatro carretas que transportaban, entre otras cosas, el capital de las mercancías entre Tandil y Buenos Aires.
Para ser enviado a la guerra de Crimea, realizó una compra masiva de cueros.
Las ganancias obtenidas en este negocio le dieron un poco de dinero y la posibilidad de comprar su primera estancia, Dos Hermanas.
Luego de esto, Santamarina pudo adquirir otra estancia, El Cristiano, que le vendió Aarón Castellanos.
Con el correr del tiempo, fue adquiriendo otras veinticinco estancias más, ubicadas en unas cien leguas, que eran las mejores del sur.
En ellas, llegó a tener veinte mil vacas y setecientas mil ovejas, y seis casas de negocios como bancos, los cuales enriquecieron a muchos de sus habilitados.
Santamarina nunca tuvo socios, sino habilitados. Nunca prestaba dinero del cual nacerían haraganes sino dinero del cual nacerían hombres trabajadores. Siempre donaba dinero a beneficencia de escuelas y hospitales, que actualmente son monumentos de la ciudad de Tandil y de otros pueblos a los cuales hizo crecer.
Pero no todo era tranquilidad en aquellas alejadas tierras donde Santamarina forjaba civilización. Más de una vez tuvo que enfrentar graves peligros, tal como ocurrió cuando tuvo que luchar contra la banda de criollos xenófobos del Tata Dios (Gerónimo G. Solané), que con sus depredaciones tenía aterrorizada a toda la zona. Costa también relató este episodio.

El 1 de enero de 1872, aparecían los asesinos en Tandil (...), con su programa de exterminio de todos los extranjeros. Tata-Dios, como llamaban a su jefe, era el curandero y brujo Jerónimo Solanet y mandó a conminar a Ramón Santamarina, que estaba en su estancia Los Ángeles, en los mismos días en los que la banda sacrificaba a la familia Chapar y otras.
Santamarina le contestó al mensajero del Tata-Dios que lo esperara esa noche en la estancia Dos Hermanos, donde se iba a defender y lo iba a pelear con sus numerosos peones armados. Tata-Dios enfurecido y sabido a que atenerse respecto a los peones, más suyos que del estanciero, lo esperó en Dos Hermanos toda la noche. Santamarina le dio el esquinazo al bandido, yéndose de Los Ángeles a Tandil, sólo con su cochero y su americanita, al paso de sus trotadores criollos. Llegó allí a la madrugada, donde se juntaron y concertaron con el coronel Machado y otros vecinos, congregados para reprimir las atrocidades cometidas, y se apoderaron de los bandoleros llevándolos a la cárcel del pueblo. Allí murió Tata-Dios de un trabucazo, asestado por entre las rejas de la prisión por un hijo de las víctimas. En aquella respuesta al bandido, fue la única vez en la vida que Santamarina no dijo la verdad y faltó a una cita, derrotando a los asesinos del Tandil con una figura de contradanza como las del Manco Paz. Por esta vez, el honorable hacendado pudo decir que el fin justifica los medios.
Julio A. Costa

### Vida familiar
En 1864 contrae matrimonio en primeras nupcias con María Ángela de Alduncín Gazpio (1838-1866) con quien tuvo cinco hijos (dos de los cuales fallecieron siendo infantes). Su esposa, Maria Angela, fallece poco después del nacimiento del quinto hijo. Los hijos de este primer enlace fueron, Elena Santamarina  Alduncín (fallecida infante), Ramón Santamarina Alduncín, José Santamarina Alduncín, Ángela Santamarina Alduncín y Josefa María Santamarina Alduncín (fallecida infante).
Cuando Ramón Santamarina, ya millonario, decidió casarse por segunda vez ―con Ana Irazusta (1849-1921), con quien tuvo trece hijos más―
pensó que los hijos de su primer matrimonio podrían verse perjudicados.
Con tal de evitar esto, los asoció a su trabajo, de forma de que a los pocos años se hicieron tan ricos por las ganancias de la asociación formada con su padre como los del segundo matrimonio por la herencia futura.
Así quedaron todos sus hijos en igualdad de condiciones.
En el contrato de sociedad propuesto en 1890 obligó a sus hijos a plantar árboles, como una forma de celebrar el Día del Árbol en la provincia de Buenos Aires, que padecía una menguada existencia de ellos.

#### Formación de la sociedad Santamarina e Hijos
En 1878 se produjo su regreso al ámbito ciudadano, cuando compró una casa en la calle Méjico 726, donde se instaló con su familia. Su interés por los negocios lo llevaron a formar en 1890 la Sociedad Santamarina e Hijos, la cual comenzaron a manejar sus hijos mayores.
Cristián IX, el Rey de Dinamarca, reconoció los esfuerzos de Ramón Santamarina en 1896, ya que él había ayudado desinteresadamente a inmigrantes daneses que se habían afincado en Tandil y le concedió ser un Caballero de la Real Orden de Dannebrog.

### Su fallecimiento

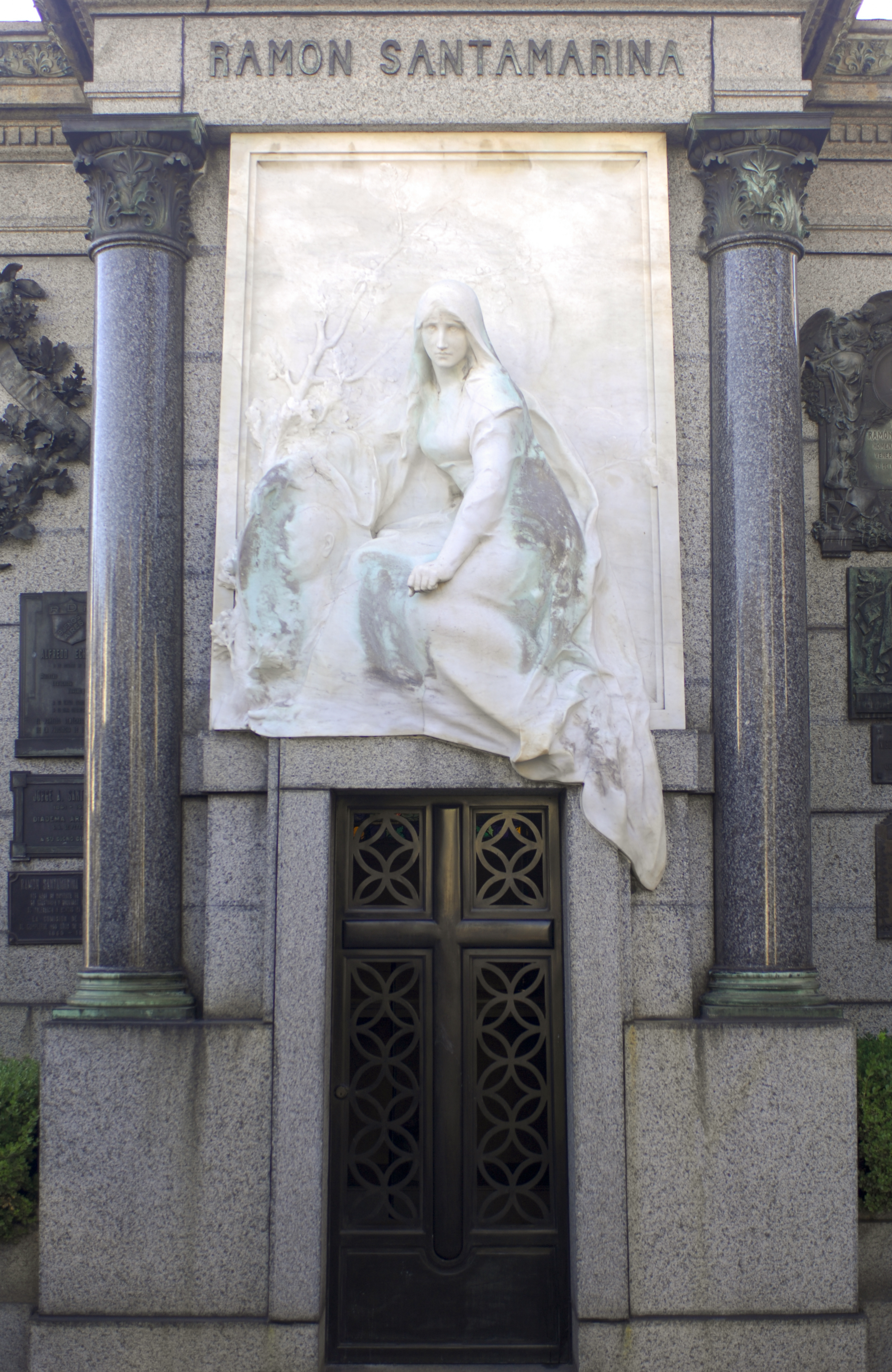
Tumba de Ramón Santamarina en el Cementerio de la Recoleta.

Ramón Santamarina se suicidó el 23 de agosto de 1904, llevándose consigo el secreto de la causa por la que puso fin a su vida, de igual manera que su padre.
Esto ocurrió catorce años después de la fundación de la firma Ramón Santamarina e Hijos, luego de una vida de sacrificios por el bienestar de su familia y su tierra.
Su entierro, realizado al día siguiente, fue una impresionante y multitudinaria manifestación de duelo. Sus restos descansan en la tumba familiar ubicada en el Cementerio de la Recoleta de Buenos Aires.

### Legado a la ciudad de Tandil

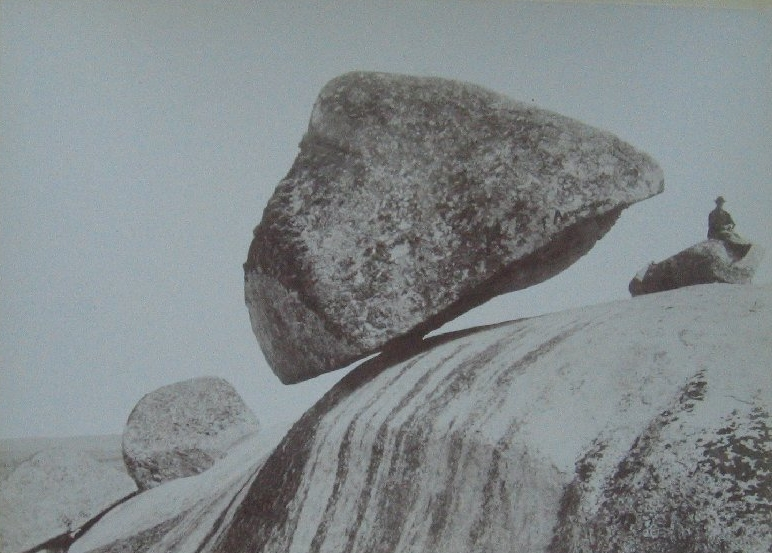
La Piedra movediza de Tandil, fotografiada por Samuel Boote en fecha desconocida, donada por Ramón Santamarina a Tandil.

Antes de morir, en 1882, Ramón Santamarina ya había donado a la municipalidad el terreno donde se encontraba la piedra movediza, que finalmente se cayó en 1912.
Poco después de la muerte de Santamarina, su viuda —Ana Irazusta— donó a la Congregación de la Sagrada Familia un gran terreno donde se erigió el Colegio San José.
En 1909, la viuda también donó el edificio y el mobiliario para el Hospital Ramón Santamarina.

## Santamarina e Hijos

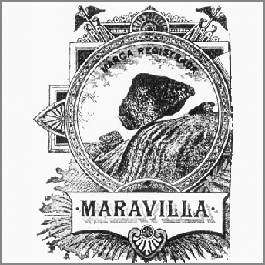
Marca utilizada para sus productos.

La firma Santamarina e Hijos, que fundó Santamarina junto a sus hijos José y Ramón el 1 de julio de 1890, se dedicó a diversas ramas del ámbito económico, entre las que se encuentran las administraciones urbanas y rurales, las explotaciones industriales, los negocios bancarios y las comisiones y consignas de frutos del país. Su primera sede fue en la calle Victoria 864, actualmente Hipólito Yrigoyen.
Entre sus establecimientos se destacan: Bella Vista, La Colina, La Elvira, La Energía, La Fortuna, La Gloria, La Providencia, La Totora, La Voluntad, Las Dos Rosas, Las Gaviotas, Los Ángeles, Los Gauchos, Meriland, Ramón I, San Alberto, San José y San Ramón, San Pedro, Santa Elena y Sarah, entre otros.
Todos estos establecimientos están diseminados por las provincias de Buenos Aires, Santa Fe y Santiago del Estero.
Al morir Ramón Santamarina en 1904, Ramón (h.) se hizo cargo de la administración. Poco tiempo después, con la muerte de este, la empresa quedó bajo la dirección de su hermano Enrique.
A partir de 1923 se inició en la empresa la última gran reestructuración que le permitió seguir en el negocio, en una época de quiebra para muchas casas consignatarias. Aquí comenzó una nueva etapa, bajo la dirección de Jorge A. y Ramón III Santamarina y sus hermanos, hijo y nietos de Ramón Santamarina (p.).
En 1936, la empresa pasó de ser una sociedad colectiva a una Sociedad Anónima, comenzando así la etapa actual.
A partir de 1971, la nueva generación que ya venía acompañando a los mayores desde hace varios años se hizo cargo de la dirección de la firma.
A 2008, la empresa se encuentra presidida por Marcelo de Alzaga, nieto de Jorge Alejandro Santamarina, y dirigida por Carlos y Fernando Santamarina y José Ramón Santamarina, todos representantes de la cuarta generación de descendientes de Ramón Santamarina.

## Sus hijos
Los hijos de Ramón Santamarina siguieron su gran ejemplo, y cuatro de ellos se dedicaron a la función pública. Estos fueron Ramón, Enrique, Antonio y Jorge Alejandro Santamarina.

### Ramón Santamarina II
El Dr. Ramón II Santamarina (Tandil, 15 de mayo de 1861 - 1 de febrero de 1909) se recibió de abogado y fue ministro de Buenos Aires en la intervención del Dr. Lucio V. López, diputado nacional por la provincia de Buenos Aires y presidente del Banco de la Nación, de la Sociedad Rural Argentina (S.R.A.) entre 1897 y 1898, de la editorial El País, de la Unión Telefónica y de la Sociedad Industrial.
Como presidente del Banco de la Nación, Santamarina instaló una industria de derivados lácteos y plantó en la llanura gran cantidad de árboles de variadas especies, cumpliendo así el pensamiento de su padre.
Como presidente de la Sociedad Rural Argentina se destacan la implementación del suero contra la fiebre carbuncosa en el ganado y la exportación de hacienda a los puertos ingleses.
Se lo ha homenajeado bautizando en su honor un pueblo del Partido de Necochea, en la provincia de Buenos Aires, una estación ferroviaria en este y el Instituto Agrotecnológico de Tandil.

### Enrique Santamarina
Enrique Santamarina (Tandil, 8 de febrero de 1870 - 1937) fue director del Banco Nación y vicepresidente de la República Argentina en el gobierno de Jose Felix Uriburu, tras la revolución del 6 de septiembre de 1930, pero renunció el 20 de octubre de ese mismo año por enfermedad.
Fue un gran propulsor de Monte Grande, donde fue el primer comisionado municipal y una figura muy importante en la creación del partido de Esteban Echeverría en 1913, cuando cedió los terrenos donde se emplazó el Club Social.
Actualmente lo recuerdan en esta ciudad una plaza, una avenida y un monumento, que contó con la colaboración de Santamarina e Hijos, ya que la empresa formó una comisión para recaudar los fondos necesarios para la construcción de este.

### Antonio Santamarina
Antonio Santamarina (Buenos Aires, 17 de agosto de 1880 - 1974) se recibió como doctor en Derecho y Ciencias Sociales.
Fue miembro del Concejo Deliberante de Buenos Aires, diputado provincial y luego nacional por Buenos Aires, intendente de la municipalidad de Tandil entre 1914 y 1917, intendente de la Convención constituyente de la provincia, senador nacional, candidato a gobernador de la provincia de Buenos Aires, presidente de la Academia Nacional de Bellas Artes (él mismo era un gran coleccionista) y miembro del directorio de importantes empresas mercantiles e industriales.

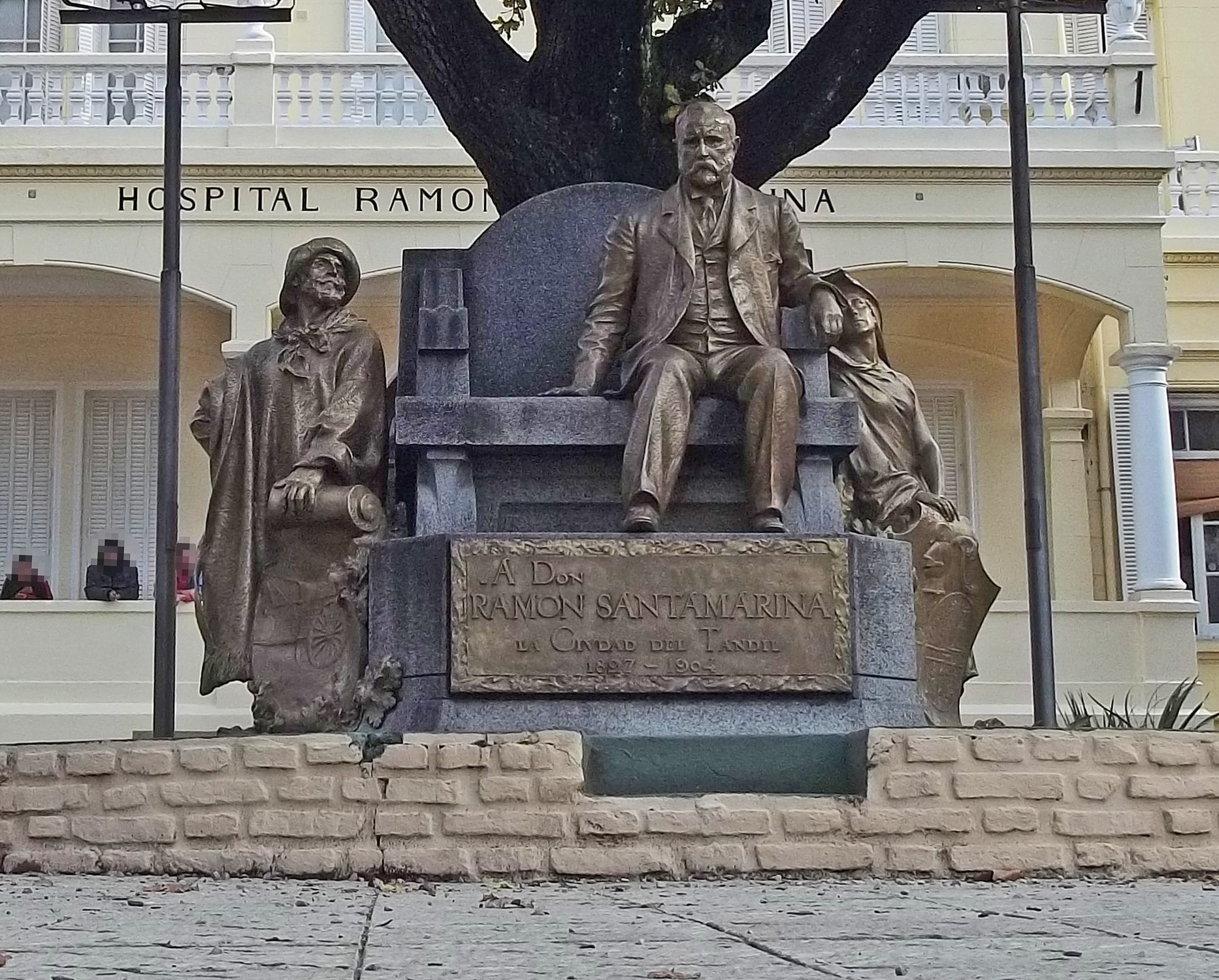
Monumento a Santamarina, obra de Miguel Blay.

### Jorge Alejandro Santamarina
Jorge Alejandro Santamarina (Buenos Aires, 17 de enero de 1891 - Olivos, 8 de agosto de 1953) fue presidente del Banco de la Nación Argentina desde 1932 hasta 1943, ministro de Hacienda del gobierno que surgió en la revolución del 4 de junio de 1943, diputado por la provincia de Buenos Aires, miembro de la Junta reguladora de granos y vicepresidente, desde 1936 hasta su fallecimiento, de la empresa familiar iniciada por su abuelo, Santamarina e Hijos.
Su actuación en el gremio consignatario en la década del '30 fue muy importante ya que logró el cambio de la forma de comercialización cuando logró derogar una ley nacional que perjudicaba al sector.

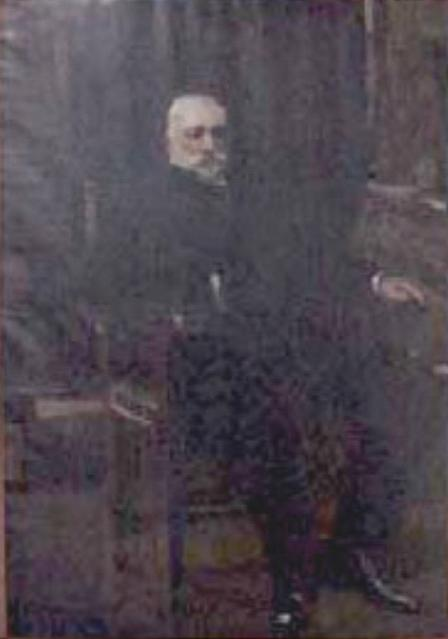
Don Ramón Santamarina (1905), de Joaquín Sorolla expuesto en la Sala Mercedes Santamarina del Museo Municipal de Bellas Artes de Tandil.

## Homenajes póstumos
En el año 1905, un año después de la muerte de Santamarina, su familia le encargó a Joaquín Sorolla que pintase un cuadro en su honor. Esta obra se encuentra expuesta en la sala Mercedes Santamarina del Museo Municipal de Bellas Artes de Tandil. Esta señora, nieta de Santamarina, fue quien donó la obra al museo en el año 1971.
La ciudad de Tandil le erigió un monumento en su honor el 10 de marzo de 1912, obra del escultor español Miguel Blay, el mismo que realizó en Buenos Aires el monumento a Mariano Moreno y a San Francisco Solano en Santiago del Estero.
En la estancia Bella Vista (en Tandil) se conserva en una urna de vidrio una de las carretas de Santamarina, que fue un instrumento representativo de su trabajo y su fortuna, «como mejor atributo de nobleza del trabajador», o un instrumento que fue más de una vez una trinchera para los indios.
Además, se ha fundado en el Partido de Tres Arroyos una localidad con el nombre de Orense, dándole así un homenaje al pueblo de sus antepasados y a la antigua dueña de esas tierras, Ángela Santamarina de Temes, que ha sido distinguida en esa ciudad gallega por sus obras de beneficencia.
Una avenida, el hospital municipal, una escuela de la ciudad y el club de fútbol más popular de Tandil llevan su nombre.

### Nota
1. ↑  Un habilitado es, en Hacienda, la persona que cobra los sueldos y otros emolumentos o remuneraciones adicionales de los funcionarios y los entrega a los interesados.